# فوركلورفينيورون
فوركلورفينيورون هو مركب كيميائي يُستخدم كمنظم لنمو النبات.

## الوضع القانوني
حظي مركب الفوركلورفينيورون بموافقة الجهات المعنية على بيعه واستخدامه في محاصيل الكيوي والعنب في الولايات المتحدة الأمريكية.
ارتبط اسم مركب الفوركلورفينيورون بأخبار انفجار البطيخ في الصين.